# Culicoides spinosus
Culicoides spinosus är en tvåvingeart som beskrevs av Francis Metcalf Root och Hoffman 1937. Culicoides spinosus ingår i släktet Culicoides och familjen svidknott. Inga underarter finns listade i Catalogue of Life.